# Gewerkschaft Nahrung-Genuss-Gaststätten

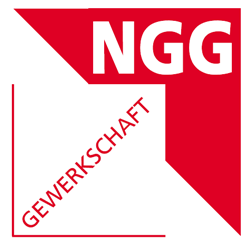
Logo związku

Gewerkschaft Nahrung-Genuss-Gaststätten (skrót NGG) – niemiecki związek zawodowy z siedzibą w Hamburgu. Jedna z ośmiu organizacji zrzeszonych w DGB.
Założony w roku 1949 związek zrzesza pracowników przemysłu spożywczego, tytoniowego, gastronomii i hotelarstwa.

## Przewodniczący NGG
- 1949–1950: Gustav Pufal
- 1950–1951: Ferdinand Warnecke
- 1951–1962: Hans Nätscher
- 1962–1966: Alfred Schattanik
- 1966–1978: Herbert Stadelmaier
- 1978–1989: Günter Döding
- 1989–1990: Erich Herrmann
- 1990–1992: Heinz-Günter Niebrügge
- 1992–2013: Franz-Josef Möllenberg
- 2013–2018 Michaela Rosenberger
- od 2018 Guido Zeitler[1]